# 萨拉托加 (纽约州)
萨拉托加（英語：Saratoga）是一個位於美國紐約州薩拉托加縣的鎮。

## 人口
根據2020年美國人口普查的數據，萨拉托加的面積為111.11平方千米，當中陸地面積為105.05平方千米，而水域面積為6.06平方千米。當地共有人口5808人，而人口密度為每平方千米52人。